# Ландау, Михаэль
Михаэль (Михл) Ландау (7 января 1895, Хырлэу, Румыния — 20 ноября 1976, Тель-Авив) — еврейский журналист, редактор и политик в Румынии и Израиле.

## Биография
Родился в семье банкира и старосты Большой синагоги Хырлэу (жудец Яссы) Менахема-Мендла Ландау и Фейги Айзиксон, был седьмым из девяти детей. Дед со стороны отца был автором книги «Благословение Йосефа» (ивр. ברכת יוסף‎, Лемберг, 1869), сыном раввина Йосефа Ландау из Литина. Дед со стороны матери, раввин Исруэл Айзиксон, был приверженцем палестинофильского движения «Ховевей Цион». Учился в гимназии в Бырладе, где стал сторонником сионизма и встретил свою будущую жену. Изучал юриспруденцию в Университетах Ясс и Гренобля. После переезда в Кишинёв был редактором газеты «Дер ид» (с идиш — «Еврей», 1920—1922) и ежедневной газеты «Ундзер цайт» (с идиш — «Наше время», 1922—1924) на идише, которую в 1922—1935 годах издавал Залмен Розенталь. В 1925—1933 годах был соредактором еженедельной газеты «Эрд ун арбет» (с идиш — «Земля и труд», Кишинёв). В 1927 году вместе с З. Розенталем опубликовал первую книгу о процессе Шварцбарда «Дер Шварцбард-процес» (на идише, Кишинёв, 1927). Был румынским корреспондентом газет «Моргн-журнал» (Нью-Йорк, 1921—1924), «Ди идише цайтунг» (Буэнос-Айрес) и «Кенедер одлер» (Монреаль).
Будучи адвокатом, занимался делами беженцев из Украины, а также общественной деятельностью. Как представитель еврейского населения Бессарабии трижды избирался депутатом парламента Румынии от Национал-царанистской партии (1928—1935). В 1929 году вместе с сенатором Меером Эбнером и депутатами Теодором и Иосифом Фишерами организовал парламентский еврейский клуб. После основания Еврейской партии Румынии в 1931 году был наряду с Теодором Фишером и Адольфом Штерном одним из её лидеров.
Был делегатом четырёх Всемирных сионистских конгрессов (в Карлсбадe, 1921; в Цюрихе, 1929; в Базеле, 1931; в Праге, 1933).
В январе 1935 года Ландау с семьёй покинул страну и поселился в подмандатной Палестине. В 1938 году занимался организацией налогового фонда «Кофер ха-Ишув» и в 1942 году фонда «Магбит ха-Хитгайсут» для финансирования защиты еврейского населения Палестины, был генеральным секретарём этих фондов. После провозглашения Израиля был заместителем налогового инспектора министерства финансов, а после выхода на пенсию основал национальную лотерею «Мифаль ха-Паис», которую возглавлял до 1970 года.
Публиковал статьи по правовым и финансовым вопросам в периодических изданиях на иврите («Гаарец»), идише («Моргн-журнал», Нью-Йорк) и румынском языке («Viața noastră», Тель-Авив). Написал несколько книг по истории евреев в Румынии и Бессарабии, развитию сионистского движения в стране и деятельности национальной лотереи в Израиле, а также монографию по вопросу долговых обязательств (1953). В его честь Национальная лотерея Израиля основала ежегодную премию имени Михаэля Ландау за вклад в гуманитарные и естественные науки и искусство.

## Семья
- Жена (с 1921 года) — Мирьям Аблас, дочь доктора Леона Абласа.
  - Сын — Яаков Ландау, крупный израильский востоковед (арабист и тюрколог), лауреат Государственной премии Израиля.

## Публикации
- דער שװאַרצבאַרד-פּראָצעס. Кишинёв: Ундзер Цайт, 1927. — 64 с.
- Manuel de loterie. Jerusalem: Israel University Press, 1967. — 128 p.
- A manual on lotteries. Ramat-Gan: Massada, 1968. — 135 pp.
- מאבק חיי. Рамат-Ган, 1970.
- O viată de luptă (воспоминания на румынском языке). Tel-Aviv: Bronfman & Cohen, 1971. — 299 p.
- אישים וזמנים. Рамат-Ган: Массада, 1975. — 206 с.
- קסם המספרים. Тель-Авив: Екед, 1975. — 169 с.
- פרשת נתן ליכטר. Тель-Авив: Бронфман, 1976. — 84 с.
- Iehuda Ariel, Leon Gold: pe pragul anului al zecelea de la dispariția (на румынском языке). Тель-Авив: Типостудия, 1976. — 76 с.
- Damit es nicht vergessen wird: Beiträge zur Geschichte der Synagogengemeinden des Kreises St. Wendel. St. Wendel: Adolf-Bender-Zentrum, 1988. — 216 s.